# Hinstin

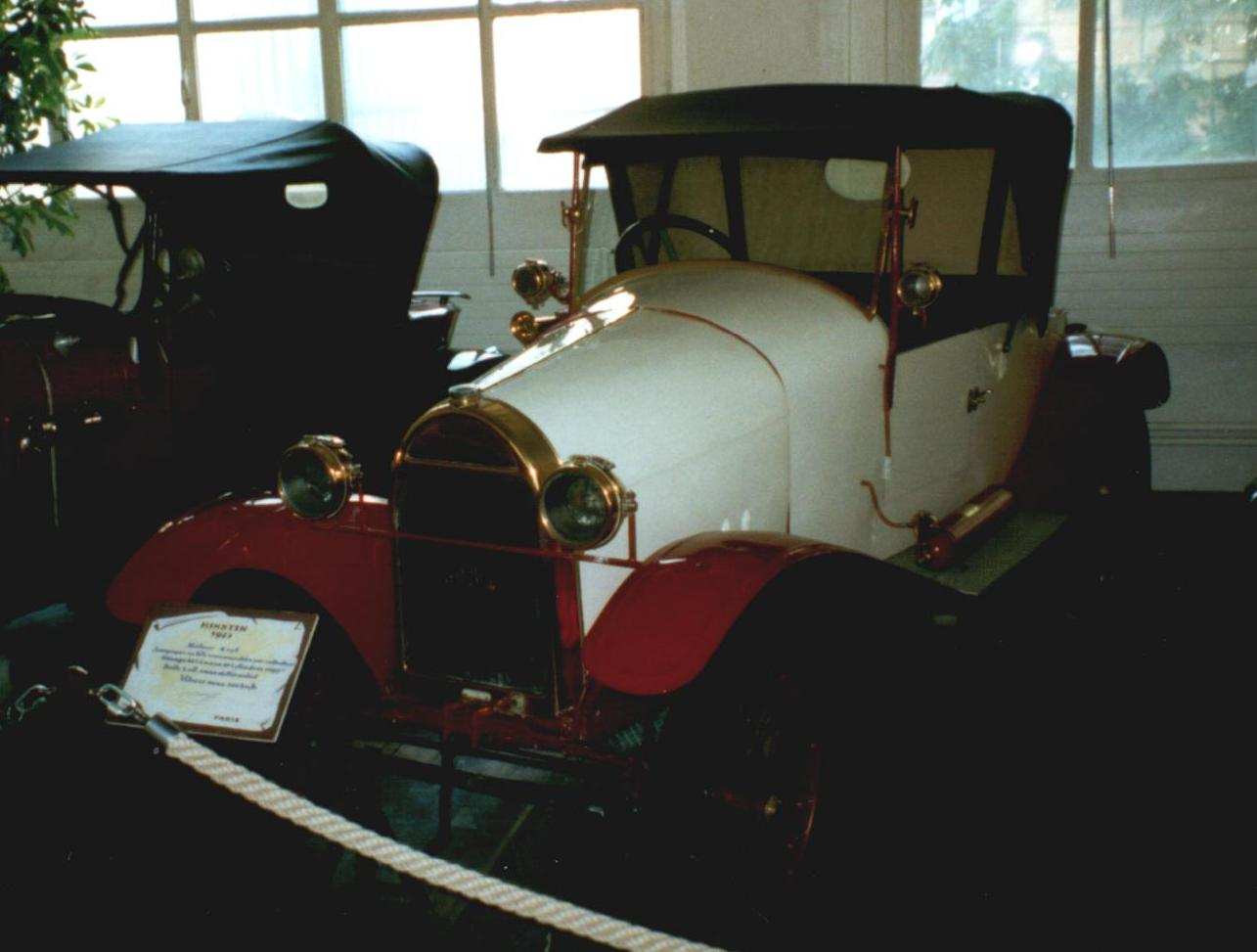
Hinstin von 1921

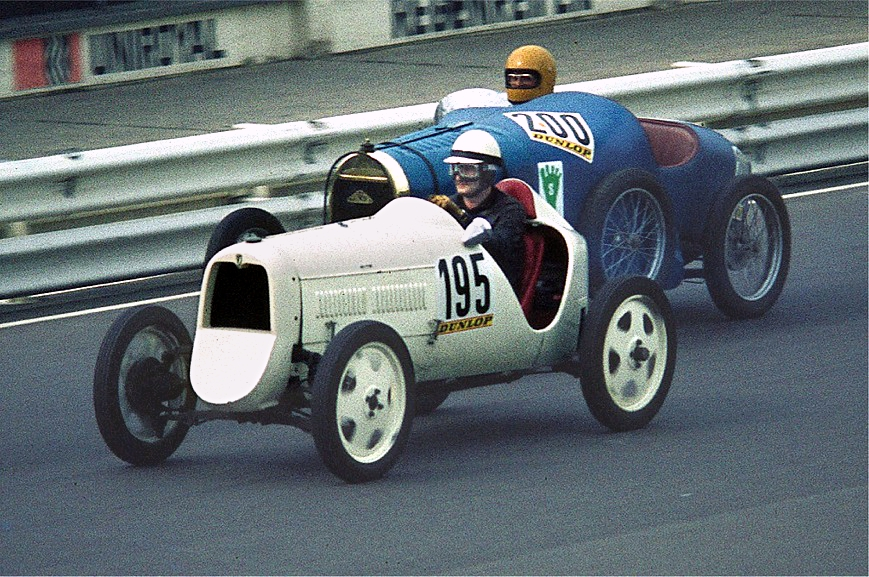
DKW F1 und Hinstin (Nr. 200), Baujahr 1920, beim Oldtimer-Grand-Prix auf dem Nürburgring 1978

Die SA des Établissements Jacques Hinstin war ein französischer Hersteller von Automobilen.

## Unternehmensgeschichte
Jacques Hinstin war ein Partner von André Citroën. 1920 gründete er das Unternehmen in Maubeuge und begann mit der Produktion von Automobilen. Der Markenname lautete Hinstin. Es gab Verbindungen zu S.U.P., Automobiles Grégoire und Guilick. 1928 endete die Produktion.

## Fahrzeuge
Das erste Modell entstand in Zusammenarbeit mit S.U.P. Es hatte einen Vierzylindermotor mit OHV-Ventilsteuerung und 1098 cm³ Hubraum. Die Bohrung betrug 62 mm und der Hub 91 mm. Bei 2400/min leistete der Motor 17 PS. Der Motor war vorn im Fahrzeug eingebaut und trieb über eine Kardanwelle die Hinterachse an. Das Getriebe hatte drei Gänge. Auf ein Differenzial wurde verzichtet. Die offene Karosserie bot Platz für zwei Personen. Der Radstand betrug 2450 mm und die Spurweite 1100 mm. Mit der Auflösung von S.U.P. endete auch die Herstellung dieses Modells. Insgesamt entstanden von diesem Modell etwa 700 Stück. Drei dieser Fahrzeuge erhielten eine stromlinienförmige Karosserie und nahmen 1921 an einem Autorennen in Le Mans teil.
Verschiedene Quellen nennen die Motorenlieferanten Ruby und CIME für Motoren mit etwa 1100 cm³ Hubraum sowie Altos für größere Motoren.
Ein Fahrzeug dieser Marke war 1999 im Automuseum Jean Tua in Genf zu besichtigen.

## Sonstiges
Am 3. September 2012 erschienen vier Briefmarken der Liechtensteiner Post zu einer Serie unter der Überschrift „Sammlungen in Liechtenstein: klassische Fahrzeuge“. Die Marke mit dem höchsten Wert von 1.90 CHF zeigt einen Hinstin von 1920, „eine echte Rarität“, wie es in der Beschreibung heißt. Die Marken sind im Offsetdruck hergestellt. Sie zeigen keine Fotos, sondern Ölgemälde des kanadischen Malers Mark Heine. Die Schrift auf den Marken ist in Goldfolie geprägt.